# Stella Isaacs
Stella Isaacs (6 janvier 1894 - 22 mai 1971), née Stella Charnaud, est une philanthrope anglaise dont on se souvient surtout comme la fondatrice et présidente du Women's Voluntary Service (WVS), maintenant connu sous le nom de Service Volontaire Royal.
En tant que Lady Reading, elle est très active dans la promotion des relations anglo-américaines, non seulement en tant qu'épouse d'un ancien ambassadeur britannique aux États-Unis, mais aussi dans son rôle en temps de paix aidant à reconstruire l'économie britannique et à trouver des emplois stimulants pour les femmes. En plus de la WVS, elle créé également Women's Home Industries, une vitrine de l'artisanat et des traditions culturelles britanniques dans les vêtements et les textiles, et également un exportateur prolifique vers les États-Unis et le Canada.
En 1958, elle est l'une des premières femmes à siéger à part entière à la Chambre des lords comme pair à vie.

## Jeunesse et carrière
Stella Charnaud est née le 6 janvier 1894 à Constantinople (aujourd'hui Istanbul). Son père Charles Charnaud est directeur du monopole du tabac de l'Empire ottoman. Sa mère Milbah Johnson est originaire du Lincolnshire et est la deuxième épouse de Charnaud. La famille vit sur la rive asiatique du Bosphore à Moda .
En raison d'une mauvaise santé, une grande partie de l'éducation de Stella Charnaud s'est faite via des tuteurs privés. Alors qu'elle se décrit plus tard comme « élevée », en raison de son manque d'éducation formelle, elle combine l'apprentissage de l'aumônier de l'Église d'Angleterre local avec la tutelle d'une gouvernante à la maison. Elle parle couramment le français et l'allemand et un peu l'italien et le grec.
Sa nécrologie du Times indique que pendant la Première Guerre mondiale, elle travaille pour la Croix-Rouge britannique, acquérant une expérience qui éclaire son futur travail .
Charles Charnaud perd sa fortune pendant la guerre et cela amène Stella Charnaud à chercher un emploi, travaillant d'abord dans un cabinet d'avocat . Son entrée dans l'Oxford Dictionary of National Biography indique qu'elle commence sa formation de secrétaire à Londres en 1914, l'année où la guerre éclate .
En 1925, on lui demande de rejoindre l'état-major du vice-roi à Delhi, en Inde ,. Initialement, elle sert comme secrétaire de Lady Reading, l'épouse du vice-roi, Rufus Isaacs (1er marquis de Reading), et devient rapidement chef de cabinet du vice-roi. Plus tard, elle travaille comme secrétaire privée à Imperial Chemical Industries, dont il est président et à son domicile londonien de Curzon Street, Mayfair .

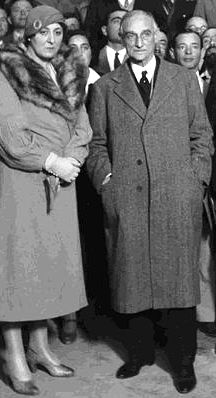
Lord et Lady Reading, v. 1935

Après la mort d'Alice Isaacs en 1930, Charnaud devient son hôtesse politique. Le couple se marie le 6 août 1931 - il a 71 ans et elle en a 37 et le profil de The Observer note que ce mariage est accueillie par des "applaudissements universels". À partir de ce moment, elle devient marquise de Reading – généralement appelée Lady Reading. Elle s'est adaptée facilement. au rôle et est largement acceptée. En 1932, elle devient présidente de la Personal Service League, une organisation bénévole dont le but est d'aider à réduire la pauvreté pendant la Grande Dépression.

### «mission» anglo-américaine
Bien que le mariage de Lady Reading ait été bref – Lord Reading est décédé en 1935 – il est une force motrice dans sa vie et, a-t-elle dit, influençant une grande partie de son travail ultérieur. Il lui fait également comprendre la valeur des relations entre les États-Unis et le Royaume-Uni – Lord Reading est un ancien ambassadeur aux États-Unis – suggérant que l'avenir de la démocratie pourrait dépendre d'une meilleure compréhension des Américains par les Britanniques .
Après la mort du marquis en 1935, elle connaît une période de « choc et de désorientation » et voyage aux États-Unis ,.

## Service Volontaire Féminin
Même avant la mort de son mari, Lady Reading est active dans le travail social bénévole, présidant la Personal Service League, créée pour aider les nécessiteux et les chômeurs . Elle siège à la Ullswater Commission on Broadcasting en 1935 en tant que seule femme membre du comité (plus tard, elle devient membre du BBC Advisory Council).
En 1938, un an avant le début de la Seconde Guerre mondiale, le ministre de l'Intérieur Samuel Hoare envoie chercher Lady Reading et lui demande de créer une organisation de femmes qui aiderait le gouvernement et les autorités locales si la guerre est déclarée . Lady Reading fondée le Women's Voluntary Service for Air Raid Precautions Services, appelé plus tard simplement le Women's Voluntary Service ou par ses initiales WVS .
La WVS recrute des femmes dans tout le pays – un million en 1942. L'approche consiste à recruter des femmes de tous les horizons et à éviter une bureaucratie ou des comités excessifs. Les femmes portent des uniformes, mais l'accent est mis sur l'initiative individuelle . Les tâches sont variées, allant de l'assistance aux forces armées et aux réfugiés, à l'évacuation des enfants, des femmes enceintes et d'autres personnes vulnérables des villes menacées par les bombardements.
Dans un premier temps, elle organise de très nombreuses formations, de la conduite en black-out à la garde d'enfants en passant par les sessions de "train the trainers". À Londres, les cours sont dispensés dans de nombreuses langues, dont l'italien, le néerlandais et le yiddish, pour les ressortissants étrangers dans le WVS . Le 31 août 1939, la guerre étant inévitable, l'évacuation immédiate des villes est ordonnée, après plus d'un an de préparation ; 1,5 million de personnes sont évacuées par le WVS d'Isaacs au cours des trois prochains jours .
Au fur et à mesure que la guerre avance, le WVS, financé par le gouvernement et les autorités locales, s'occupe des civils touchés par les raids aériens .
Le WVS continue en temps de paix; dans l'immédiat après-guerre, il aide à résoudre les problèmes causés par les pénuries de nourriture, de carburant et de logement . Sa transition se poursuit dans les années qui suivent ; en 1963, elle compte encore quelque 1 200 dépôts à travers le pays.
Après la fin de la guerre, Lady Reading s'implique dans une autre entreprise conçue pour aider la nation et engager les efforts des femmes. Women's Home Industries est créé en 1947 pour stimuler l'artisanat des femmes et gagner des dollars pour la Grande-Bretagne .
La société reste sous les auspices de la WVS et opère initialement à partir de son siège social au 41 Tothill Street, Londres, mais est une société à responsabilité limitée. Lady Reading est présidente de la société, ainsi que de la WVS, et elle quitte la WVS dans les années 1950 . Il est resté un exportateur très prospère de vêtements et d'artisanat finis professionnellement - notamment vers les États-Unis - ainsi que de fournisseurs de maisons de couture, la plupart des fournisseurs étant des femmes à domicile.

## Carrière politique
La marquise est créée baronne à vie par lettres patentes le 22 septembre 1958, l'une des quatre premières femmes à entrer à la chambre des Lords. Elle prend le titre de baronne Swanborough, de Swanborough dans le comté de Sussex pour siéger sur les Crossbenchers. Son discours inaugural remet en cause la politique du gouvernement à l'égard des réfugiés et des personnes déplacées dont elle a une certaine expérience de la guerre.et exhorté le gouvernement Macmillan à soutenir le travail du HCR dans le monde entier. Dans ses discours, elle accorde une attention particulière au sort des enfants apatrides qui, pour des raisons juridiques, sont incapables d'obtenir la citoyenneté .
Elle préside le Conseil consultatif du ministère de l'Intérieur (1962-1965) qui joue un rôle de premier plan dans la facilitation de la migration « Windrush » vers la Grande-Bretagne en provenance du Commonwealth. En 1965, elle est nommée au groupe de travail sur la place du Volontariat en After Care.
De 1936 à 1968, Lady Reading est vice-présidente de l'Imperial Relations Trust . Elle est membre du conseil consultatif de la BBC et vice-présidente de son conseil des gouverneurs de 1947 à 1951  . Elle préside le Conseil consultatif du ministère de l'Intérieur sur l'immigration du Commonwealth et dirige un groupe de travail sur le suivi des prisonniers libérés de prison .
Elle est également l'une des premières à soutenir l'Université du Sussex (fondée en 1961) et lègue sa résidence privée, Swanborough Manor, qui sera utilisée comme résidence du vice-chancelier de l'université pendant 50 ans après sa mort. L'université vend le manoir en 2003 . Elle est aussi administrateur de Glyndebourne.
Elle est nommée Dame Commandeur de l'Ordre de l'Empire britannique (DBE) en 1941, et promue Dame Grand Croix (GBE) en 1944.
Elle reçoit des doctorats honorifiques des universités de Reading (1947), Yale (1958), Manitoba (1960) et Leeds (1969) et du Smith College (1956) .